# Isabelle Daniels
Isabelle Daniels (Isabelle Francis Daniels, verheiratete Holston; * 31. Juli 1937 in Jakin, Georgia; † 8. September 2017 in Decatur, Georgia) war eine US-amerikanische Sprinterin.
Bei den Panamerikanischen Spielen 1955 in Mexiko-Stadt gewann sie Silber im 60-Meter-Lauf und Gold mit dem US-Team in der 4-mal-100-Meter-Staffel.
1956 verpasste sie bei den Olympischen Spielen in Melbourne als Vierte über 100 m mit 11,8 s um 0,1 s die Bronzemedaille. In der 4-mal-100-Meter-Staffel holte sie Bronze mit dem US-Quartett.
Bei den Panamerikanischen Spielen 1959 in Chicago gewann sie Gold über 60 m sowie in der 4-mal-100-Meter-Staffel und Silber über 200 m.
Im Freien wurde sie dreimal US-Meisterin über 50 Yards, 50 m bzw. 60 m (1955, 1956, 1959) und zweimal über 220 Yards bzw. 200 m (1957, 1959), in der Halle viermal über 50 Yards bzw. 60 m (1955–1958) und einmal über 220 Yards (1958).
Isabelle Daniels graduierte an der Tennessee State University und wurde später Sportlehrerin und Trainerin an der Ronald E. McNair High School in Atlanta.

## Persönliche Bestzeiten
- 100 m: 11,6 s, 24. November 1956, Melbourne
- 200 m: 23,6 s, 19. Juli 1959, Philadelphia